# Everybody's Sweetheart
Everybody's Sweetheart è un film muto del 1920 diretto da Alan Crosland e Laurence Trimble.
Il titolo Everybody's Sweetheart fu usato durante la lavorazione in un precedente film di Selznick che aveva come protagonista Elsie Janis e che uscì poi in sala con in titolo A Regular Girl.

## Trama
John e Mary sono due orfani. Vivono sin dall'infanzia in una povera fattoria ma, quando la gestione del luogo viene affidata a un brutale nuovo arrivato, i due scappano accompagnati da un vecchio caporale che li porta fino alla tenuta del generale Phillip Bingham. Lì, il vecchio soldato si ammala, morendo poco dopo. Bingham promette di prendersi cura dei due ragazzi: diventa il tutore di Mary e offre un lavoro di giardiniere a John. La fortuna dei due giovani provoca l'irritazione e l'invidia di Jessica e di Willing, una coppia che sperava di diventare l'erede del generale prima dell'arrivo dei due orfani. Il generale, però, un giorno si accorge di una straordinaria somiglianza tra John e la foto di suo figlio, morto ormai da tempo. Scopre così che John è proprio suo nipote. Dopo essere stato legittimato, John sposa Mary. Il generale, felice, potrà vivere adesso con la sua nuova famiglia.

## Produzione
Il film fu prodotto dalla Selznick Pictures Corporation.

## Distribuzione

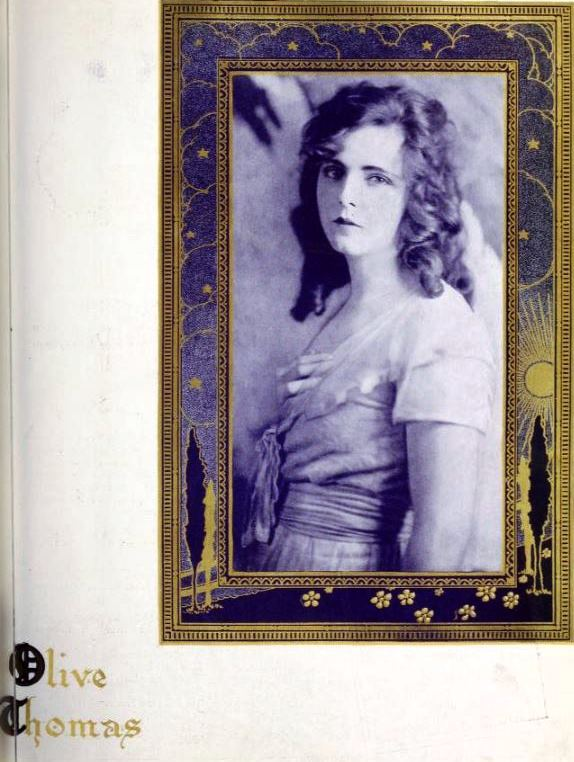
Olive Thomas

Il copyright del film, richiesto dalla Selznick Pictures Corp., fu registrato il 7 ottobre 1920 con il numero LP15643.
Distribuito dalla Select Pictures Corporation, uscì nelle sale cinematografiche USA il 4 ottobre 1920, poco tempo dopo la scomparsa della protagonista, Olive Thomas qui al suo ultimo film. La giovane attrice era infatti morta il 10 settembre in Francia per cause mai completamente chiarite.